# Traité SORT
Convention sur l'interdiction des mines antipersonnel (1997) Traité de Semipalatinsk (2006)
Le traité SORT (de l'anglais Strategic offensive reduction treaty, litt. « traité de désarmement stratégique ») est un traité de maîtrise des armements signé par les États-Unis et la Russie par lequel les deux États s'engagent à réduire le nombre de têtes nucléaires déployées sur des lanceurs stratégiques dans une fourchette comprise entre 1 700 et 2 200 têtes avant le 31 décembre 2012.
SORT ne remplace pas le traité START I de réduction des armes stratégiques qui est demeuré en force sans changement jusqu'à son échéance le 5 décembre 2009. Il fait suite au refus des Russes de ratifier le traité START II en raison du retrait des Américains du traité ABM de limitation des systèmes de défense antimissile annoncé en décembre 2001. Sort aurait expiré le 31 décembre 2012 s'il n'avait été remplacé par « New START » entré en vigueur le 5 février 2011.

## Négociation, signature et ratification du traité
| Sigle     | Année signature | Année ratification          |
| --------- | --------------- | --------------------------- |
| SALT I    | 1972            | 1972                        |
| SALT II   | 1979            | ❌                          |
| INF       | 1987            | 1988                        |
| START I   | 1991            | 1994                        |
| START II  | 1993            | 1996 États-Unis 2000 Russie |
| SORT      | 2002            | 2003                        |
| New START | 2010            | 2011                        |

À l'issue du sommet qui les réunit à Washington le 13 novembre 2001, les présidents Bush et Poutine publient une déclaration conjointe dans laquelle ils s'engagent « à mettre en œuvre des réductions substantielles des armes offensives stratégiques ». Malgré l'opposition des Russes au développement de systèmes antimissiles par les Américains, le pragmatisme l'emporte lors de ce sommet ; Poutine fait le constat que « les niveaux actuels de nos forces nucléaires ne reflètent pas la réalité stratégique actuelle » et annonce qu'il est prêt à réduire le nombre de têtes nucléaires russes dans une fourchette comprise entre 1 700 et 2 200 unités.
Le 24 mai 2002, Bush et Poutine signent à Moscou le traité SORT, qui reprend la fourchette proposée par le second. Cette signature intervient quelques mois après les attentats du 11 septembre 2001, dans la courte période entre 2002 et 2003 où les relations entre les deux présidents récemment arrivés au pouvoir cherchent à établir une nouvelle relation de coopération plus étroite, notamment en matière de lutte contre le terrorisme et contre la prolifération nucléaire.
Sort est entré en vigueur le 1er juin 2003, le Sénat des États-Unis et la Douma russe n'ayant approuvé sa ratification respectivement que le 6 mars 2003 et le 14 mai 2003.

## Armes concernées et plafonds prévus
Sort porte exclusivement sur le nombre de têtes nucléaires déployées sur des lanceurs stratégiques de trois types, missiles balistiques intercontinentaux (ICBM), missile mer-sol balistique stratégique (SLBM) et bombardiers lourds. Sort ramène le plafond de six mille têtes nucléaires déployées fixé par START I à une fourchette comprise entre 1 700 et 2 200 têtes. Le plafond de 1 600 lanceurs prévu par le traité START I demeure inchangé. Pour atteindre le plafond fixé par Sort, deux possibilités s'offrent : réduire en dessous du plafond START I le nombre de lanceurs stratégiques et réduire le nombre de têtes nucléaires emportées par ces lanceurs.
Les États-Unis ont choisi de réduire faiblement le nombre de leurs lanceurs et de jouer davantage sur la réduction du nombre de têtes nucléaires par lanceur. Ainsi, le parc des ICBM Minuteman III passe de 550  à   450 entre 2002 et 2010, mais le nombre des têtes nucléaires emportées passe de 1 600 à moins de 600. Pour ce faire, la plupart des Minuteman III ne sont plus équipés de trois têtes multiples guidées indépendamment vers des cibles distinctes mais d'une seule,,.